# Independência da Escócia

Localização da Escócia (azul escuro) dentro do Reino Unido (azul claro).

A independência da Escócia é uma questão de ambição política de uma série de partidos políticos, pressão de grupos e indivíduos para que a Escócia se separe do Reino Unido da Grã-Bretanha e Irlanda do Norte.
O Reino da Escócia foi um Estado independente desde a sua unificação em 843, até 1707, quando o Tratado de União foi aprovado pelo Parlamento escocês, e levou à formação do unido Reino da Grã-Bretanha. Os Atos de União puseram em prática o Tratado através da fusão das duas nações por meio da dissolução do Parlamento da Escócia e do Parlamento da Inglaterra, e suas substituições pelo novo Parlamento da Grã-Bretanha. Como resultado do disposto no Tratado, assim como grande parte do relativo isolamento da Escócia, muitas instituições escocesas permaneceram separados, e a identidade nacional escocesa manteve-se forte e distinta.
Na época da união dos parlamentos, a medida foi grandemente impopular tanto na Escócia, quanto na Inglaterra. Os signatários escoceses do tratado foram forçados a assinar os documentos em segredo por causa da revolta popular e dos tumultos na capital escocesa, Edimburgo.
Aqueles que opunham-se à independência escocesa e aprovaram a continuidade de uma forma de união fizeram uma distinção entre nacionalismo e patriotismo, acreditando que fazer parte do Reino Unido seria do interesse nacional da Escócia, e argumentando que influências e benefícios culturais, sociais, políticos, diplomáticos e econômicos usufruídos pela Escócia fazendo parte de uma grande potência, sem comprometer a sua distinta identidade nacional, compensava a perda da total independente soberania escocesa. Apoiadores da independência escocesa alegam que a perda da representação independente escocesa é internacionalmente prejudicial para os interesses escoceses, e que, como o Governo britânico atua principalmente no interesse de todo o Reino Unido, alegam que ele possa ser, em casos específicos, prejudiciais aos interesses específicos da Escócia.
Em 2014, foi realizado um referendo sobre a independência escocesa, no qual o "Não" venceu, por 10 pontos de vantagem sobre o "Sim".
Em setembro de 2020, a primeira-ministra escocesa, Nicola Sturgeon, prometeu definir antes das eleições locais de maio de 2021 os termos e a data de um segundo referendo sobre a independência da Escócia, apesar do Governo britânico se opor à ideia. Nicola Sturgeon acredita que o processo do ‘Brexit’ mudou a opinião pública porque a Escócia votou esmagadoramente (62%) em 2016 contra a saída da União Europeia.